# Тэрэ
Тэрэ (также Тере) — река в Эвенкийском районе Красноярского края России, левый приток Учами (бассейн Нижней Тунгуски). Длина реки — 161 км. Площадь водосборного бассейна — 3570 км².
Река берёт начало на Тунгусском плато, к востоку от верховий реки Дегали, на высоте более 400 м над уровнем моря. Преимущественно течёт на восток и юго-восток по холмистой тайге с преобладанием лиственницы и кедра. В среднем течении на реке находится порог Чёртовы Ворота. Перед устьем берега высокие, обрывистые. Впадает в Учами по левому берегу на отметке 192 м над уровнем моря, выше впадения Вакунайки, в 222 км от устья Учами. Ширина перед устьем составляет 120 м при глубине 1,2 м, скорость течения в низовьях — 0,8 м/с. 

## Основные притоки
Указаны поименованные притоки длиной 30 км и более
| Название    | Расстояние от устья | Длина | Положение |
| ----------- | ------------------- | ----- | --------- |
| Оллонгно    | 24                  | 34    | левый     |
| Сурингдакон | 59                  | 69    | левый     |
| Екэчэн      | 82                  | 78    | левый     |
| Дулкума     | 99                  | 79    | левый     |

## Данные водного реестра
По данным государственного водного реестра России и геоинформационной системы водохозяйственного районирования территории РФ, подготовленной Федеральным агентством водных ресурсов:
- Бассейновый округ — Енисейский
- Речной бассейн — Енисей
- Речной подбассейн — Нижняя Тунгуска
- Водохозяйственный участок — Нижняя Тунгуска от водомерного поста посёлка Тура до водомерного поста посёлка Учами
- Код водного объекта — 17010700312116100088728